# Claire Bryant
Claire Bryant (25 agosto 2001) è una lunghista statunitense.

## Biografia
Nel 2019 conquista la medaglia d'oro nel salto in lungo ai campionati panamericani under 20, mentre nel 2023 è medaglia d'oro ai campionati nord-centro americani e caraibici nella medesima disciplina.
Nel 2025, dopo essersi classificata seconda ai campionati statunitensi assoluti indoor, si laurea campionessa iridata ai mondiali indoor di Nachino, facendo segnare il primato personale di 6,96 m.

## Progressione

### Salto in alto
| Stagione | Misura    | Luogo           | Data      | Rank. Mond. |
| -------- | --------- | --------------- | --------- | ----------- |
| 2024     | 1,84 m(i) | College Station | 13-1-2024 |             |
| 2024     | 1,84 m    | Lexington       | 25-5-2024 |             |
| 2023     | 1,82 m    | Baton Rouge     | 13-5-2023 |             |
| 2022     | 1,82 m(i) | College Station | 26-2-2022 |             |
| 2021     | 1,75 m    | Gainesville     | 3-4-2021  |             |
| 2021     | 1,75 m    | College Station | 15-5-2021 |             |
| 2020     | 1,63 m(i) | College Station | 10-1-2020 |             |
| 2020     | 1,63 m    | Houston         | 15-2-2020 |             |
| 2019     | 1,70 m(i) | Lubbock         | 19-1-2019 |             |
| 2019     | 1,70 m(i) | Albuquerque     | 9-2-2019  |             |
| 2019     | 1,70 m    | Greensboro      | 16-6-2019 |             |
| 2018     | 1,72 m    | Austin          | 12-5-2018 |             |
| 2017     | 1,65 m    | Greensboro      | 18-6-2017 |             |
| 2017     | 1,65 m    | Lawrence        | 29-7-2017 |             |

### Salto in lungo
| Stagione | Misura    | Luogo        | Data      | Rank. Mond. |
| -------- | --------- | ------------ | --------- | ----------- |
| 2025     | 6,96 m(i) | Nanchino     | 23-3-2025 |             |
| 2024     | 6,74 m    | Eugene       | 6-6-2024  |             |
| 2023     | 6,88 m(i) | Albuquerque  | 10-3-2023 |             |
| 2022     | 6,73 m    | Austin       | 26-3-2022 |             |
| 2021     | 6,70 m(i) | Fayetteville | 12-3-2021 |             |
| 2020     | 6,23 m(i) | Lynchburg    | 18-1-2020 |             |
| 2019     | 6,32 m    | Austin       | 29-3-2019 |             |
| 2018     | 6,17 m    | Austin       | 12-5-2018 |             |
| 2017     | 5,92 m    | Houston      | 25-5-2017 |             |
| 2015     | 5,27 m    | Norfolk      | 5-8-2015  |             |

## Palmarès
| Anno | Manifestazione              | Sede     | Evento         | Risultato | Prestazione | Note                          |
| ---- | --------------------------- | -------- | -------------- | --------- | ----------- | ----------------------------- |
| 2019 | Campionati panamericani U20 | San José | Salto in lungo | Oro       | 6,15 m      |                               |
| 2023 | Campionati NACAC U23        | San José | Salto in lungo | Argento   | 6,66 m      | w                             |
| 2025 | Mondiali indoor             | Nanchino | Salto in lungo | Oro       | 6,96 m      | Miglior prestazione personale |

## Campionati nazionali
- 1 volta campionessa statunitense under 20 del salto in lungo (2019)

2019
- Oro ai campionati statunitensi under 20, salto in lungo - 6,12 m (vento: +0.8 m/s)

2023
- 8ª ai campionati statunitensi assoluti, salto in lungo - 6,46 m (vento: +0.1 m/s)

2025
- Argento ai campionati statunitensi assoluti indoor, salto in lungo - 6,72 m